# Cryptus immitis
Cryptus immitis är en stekelart som beskrevs av Tschek 1871. Cryptus immitis ingår i släktet Cryptus och familjen brokparasitsteklar. Inga underarter finns listade i Catalogue of Life.